# Richard P. Boyle
| 420356 Praamzius       | 23 gennaio 2012   |
| 551878 Stoeger         | 29 febbraio 2012  |
| 560794 Ugoboncompagni  | 23 novembre 2012  |
| 562971 Johannhagen     | 23 febbraio 2012  |
| 565184 Janusz          | 22 febbraio 2012  |
| 582928 Smriglio        | 23 febbraio 2012  |
| 611494 Gionti          | 18 maggio 2014    |
| 623031 Cartaya         | 28 marzo 2015     |
| 627981 Ponzoni         | 8 dicembre 2012   |
| 634659 Colombo         | 23 febbraio 2012  |
| 660798 Karltreusch     | 21 febbraio 2012  |
| 671271 Richardadsouza  | 24 novembre 2012  |
| 709193 Concettafinardi | 13 novembre 2012  |
| 714305 Panceri         | 27 settembre 2011 |
| 722063 Andrasz         | 3 maggio 2013     |

Richard P. Boyle (Everett, 1943) è un astronomo statunitense.
Entrato nella Compagnia di Gesù nel 1961, ha ottenuto la laurea in teologia e arti liberali nel 1965 al Boston College e in filosofia e fisica nel 1967 all'Università di Saint Louis. Inoltre ha conseguito nel 1971 il dottorato in astronomia all'Università di Georgetown e nel 1975 il master in teologia alla Weston School. Sempre nel 1975 venne ordinato prete.
Dal 1981 lavora nel gruppo di Tucson della Specola Vaticana.
Il Minor Planet Center gli accredita le scoperte di tredici asteroidi, effettuate tra il 2012 e il 2014, in parte in collaborazione con Kazimieras Černis e Vygandas Laugalys.
Gli è stato dedicato l'asteroide 302849 Richardboyle.